# Nationalpartei Belutschistans
Die Nationalpartei Belutschistans (Mengal) oder Belutschische Nationalpartei (Urdu بلوچستان نيشنل پارٹی Balōčistān nīšonal pārṭī, Kürzel BNP) ist eine belutschische Partei in Pakistan.
Die Nationalpartei wurde 1996 von Ataullah Mengal gegründet und wird von ihm und Akhtar Mengal geleitet. Sie unterstützt die Unabhängigkeit Belutschistans, dessen größter Teil sich in Pakistan befindet. Für den Kampf um mehr Autonomie und provinzielle Rechte bedient sie sich ausschließlich friedlicher und demokratischer Mittel.
Sie ist neben der Nationalen Partei eine der beiden wichtigsten Parteien, die sich für die Selbstbestimmung Belutschistans einsetzten, und ist auch in der Provinzversammlung Belutschistans vertreten; seit den Parlamentswahlen 2008 ist die Nationalpartei Belutschistans mit 7 Abgeordneten die viertgrößte Partei in der Provinzversammlung. Sie ist auch mit einem Abgeordneten in der Nationalversammlung sowie mit drei im Senat vertreten.
In der belutschischen Koalitionsregierung, die von der Pakistanischen Volkspartei geführt wird, ist die Nationalpartei Belutschistans zusammen mit der Awami-Nationalpartei ein Koalitionspartner.